# India International 2023
Die India International 2023 im Badminton fanden als Infosys Foundation India International Challenge 2023 vom 24. bis zum 29. Oktober 2023 in Bengaluru statt.

## Sieger und Platzierte
| Disziplin    | Gold                                               | Silber                                   | Bronze                                        |
| ------------ | -------------------------------------------------- | ---------------------------------------- | --------------------------------------------- |
| Herreneinzel | Sathish Kumar Karunakaran                          | Ravi Ravi                                | Alap Mishra                                   |
| Herreneinzel | Sathish Kumar Karunakaran                          | Ravi Ravi                                | Chirag Sen                                    |
| Dameneinzel  | Isharani Baruah                                    | Unnati Hooda                             | Tara Shah                                     |
| Dameneinzel  | Isharani Baruah                                    | Unnati Hooda                             | Pardeshi Shreyanshi                           |
| Herrendoppel | Hariharan Amsakarunan Ruban Kumar Rethinasabapathi | Shyam Prasad Subramanian Sunjith         | Deep Rambhiya Akshan Shetty                   |
| Herrendoppel | Hariharan Amsakarunan Ruban Kumar Rethinasabapathi | Shyam Prasad Subramanian Sunjith         | Ashith Surya Ganesh Vittalji                  |
| Damendoppel  | Miku Shigeta Maya Taguchi                          | Priya Konjengbam Shruti Mishra           | Tidapron Kleebyeesun Nattamon Laisuan         |
| Damendoppel  | Miku Shigeta Maya Taguchi                          | Priya Konjengbam Shruti Mishra           | Sri Sai Sravya Lakkamraju Anagha Aravinda Pai |
| Mixed        | Sathish Kumar Karunakaran Aadya Variyath           | Phatharathorn Nipornram Nattamon Laisuan | Chayanit Joshi Kavya Gupta                    |
| Mixed        | Sathish Kumar Karunakaran Aadya Variyath           | Phatharathorn Nipornram Nattamon Laisuan | Ashith Surya Amrutha Pramuthesh               |